# Tricongius granadensis
Tricongius granadensis is een spinnensoort in de taxonomische indeling van de Prodidomidae.
Het dier behoort tot het geslacht Tricongius. De wetenschappelijke naam van de soort werd voor het eerst geldig gepubliceerd in 1941 door Cândido Firmino de Mello-Leitão.